# Antonín Nerad
Antonín Nerad (19. října 1899 – 25. dubna 1947 v Praze) byl původně (do roku 1938) štábním rotmistrem prvorepublikové československé armády. Po okupaci byl pezionován, záhy se zapojil do ilegální organizace Obrana národa (ON), ale brzy byl zatčen a obviněn z odbojové činnosti. Pražské gestapo jej propustilo výměnou za to, že se stal jejím agentem (konfidentem) – provokatérem. Kvůli jeho působení v ilegální organizaci Všeobecné národní hnutí (známou více pod označením tzv. "prstýnkáři") se tato organizace stala volavčí sítí. Svou konfidentskou činností zavinil Antonín Nerad smrt stovek obětí.

## Příklady zrazených
- Na jeho udání byl např. zatčen člen vedení PVVZ František Andršt.[3] [p 1] Za dopadení Františka Andršta obdržel Antonín Nerad (alias Kučera, gestapácké krycí jméno Dvořák) jidášskou sumu 50 000 protektorátních korun.[7]
- Podle některých pramenů[2] to byl právě Antonín Nerad, kdo prozradil schůzku podplukovníka Josefa Balabána v dejvické lekárně dne 22. dubna 1941 a umožnil tak (po krátké přestřelce) jeho dopadení a zatčení.[2][8]
- Představitel odbojové organizace Obrana národa plukovník Josef Churavý byl od schůzky (8. května 1941) s "prstýnkářem" Neradem sledován čtyři měsíce, než se mu 9. září 1941 podařilo z hledáčku gestapa zmizet a opět se ponořit do ilegality.[9]
- Ing. Josef Friedl řídil činnost ilegální odbojové organizace PVVZ ve východních Čechách (na Chrudimsku a Nasavrcku) a současně vedl rozsáhlou zpravodajskou agendu. I on se stal jednou z mnoha obětí Antonína Nerada.[2] Josef Friedl byl zatčen v sobotu 18. října 1941 v nakladatelství Jana Laichtera (Praha XII, U Rajské zahrady 956/4), až do roku 1944 byl pak vězněn na různých místech. Nakonec jej odsoudili 27. října 1944 k trestu smrti. Byl popraven 8. února 1945.[2]

## Další role A. Nerada
Od března 1944 působil Antonín Nerad jako jeden ze tří  českých pomocníků popravčího Aloise Weisse v pankrácké sekyrárně. Zde asistoval při krvavých exekucích.

## Po válce
Po konci 2. světové války byl Antonín Nerad zatčen a odsouzen Mimořádným lidovým soudem (MLS) v Praze k trestu smrti. Byl popraven oběšením 25. dubna 1947 v pankrácké věznici v Praze.